# غونزالو كاماتشو
غونزالو كاماتشو (بالإسبانية: Gonzalo Camacho) هو لاعب اتحاد الرغبي أرجنتيني، ولد في 28 أغسطس 1984 في بوينس آيرس في الأرجنتين.

## وصلات خارجية
- غونزالو كاماتشو على موقع دوري الرغبي الممتاز (الإنجليزية)
- غونزالو كاماتشو على موقع سلسلة سباعيات الرغبي العالمية - رجال (الإنجليزية)
- غونزالو كاماتشو عل موقع إسبنسكروم (الإنجليزية)
- غونزالو كاماتشو على موقع ItsRugby.co.uk (الإنجليزية)